# Lettische Operation des NKWD
Als Lettische Operation (russisch Латышская операция НКВД) bezeichnete das Volkskommissariat für Innere Angelegenheiten (NKWD) die massenhafte Verhaftung und Hinrichtung von Personen lettischer Abstammung während des Großen Terrors 1937/1938 in der Sowjetunion. Der NKWD-Befehl Nr. 49990 bildete dafür die Grundlage.

## Letten in der Sowjetunion bis 1936
Mehr als 372 lettische Bauernkolonien entstanden ab dem 19. Jahrhundert nach der Aufhebung der Leibeigenschaft im Gouvernement Witebsk, bei St. Petersburg, Nowgorod und in Sibirien. Als sich im Ersten Weltkrieg die Frontlinie Kurland näherte, wurden umfangreiche Zwangsevakuierungen durchgeführt, so dass sich die Anzahl der in Russland lebenden Letten auf bis zu 500.000 Personen verdoppelte. 1917 waren die lettischen Schützen frühe Unterstützer der Bolschewiki. Mit dem Ende des Weltkrieges und des russischen Bürgerkrieges konnten viele der Flüchtlinge ins nunmehr unabhängige Lettland zurückkehren. Der Friedensvertrag von Riga sah ausdrücklich das Ausreiserecht ehemaliger lettischer Schützen und Flüchtlinge vor. 1926 lebten laut Volkszählung etwa 150.000 Letten in der Sowjetunion. Diese pflegten ein reges kulturelles Leben mit lettischen Kulturvereinen, Zeitungen und Theatern.
Seit der Revolution 1905 gab es eine starke lettische Fraktion in der Bolschewistischen Partei. Personen lettischer Abstammung hatten zeitweise höchste Ämter im Staatsapparat inne. Von 70 Kommissaren der Tscheka waren im Jahr 1918 38 lettischer Herkunft. Mit der zunehmenden Russifizierung der Staatsorgane wurden Angehörige von nichtrussischen Minderheiten jedoch weitgehend aus den Führungspositionen verdrängt. Lettland galt bei der Parteiführung um Josef Stalin als sogenannte „Feindnation“ und Letten generell als konterrevolutionär eingestellt und verdächtig. Der Widerstand der bäuerlichen Kolonisten gegen die Zwangskollektivierung Ende der 1920er Jahre schien dieses Bild zu bestätigen. Durch gezielte Deportationen in den Gulag wurden diese Kolonien bis 1933 eliminiert. Seit 1933 sammelte die Geheimpolizei GPU in Leningrad „belastendes Material“ über die lettische Bevölkerung. Ab dieser Zeit fand eine rigorose „Säuberung“ des Partei- und Staatsapparates von Nichtrussen statt. Die Kommunistische Partei Lettlands wurde 1936 aufgelöst, ihre Mitarbeiter als „Nationalisten“ und „Volksfeinde“ verfolgt und ermordet. Ein Aspekt des Großen Terrors war staatlich gelenkter Fremdenhass. Im Juli 1937 erfolgte die Schließung des Verlags und Kulturvereins Prometejs und die Verhaftung ihrer Mitarbeiter. Denn eines der vorgegebenen Ziele der Lettischen Operation war die Liquidierung aller lettischen Vereine. Die roten lettischen Schützen wurden aus den Geschichts- und Schulbüchern entfernt und ihre Veteranenverbände aufgelöst.

## Die Operation
Am 23. November 1937 befahl Nikolai Jeschow den NKWD-Dienststellen die Bündelung aller gesammelten Informationen über Letten im kulturellen und politischen Leben, dem Militär und sonstigen Einrichtungen um sie „genauso wie während der polnischen Operation“ verhaften zu können. Am 30. November erfolgte mit dem Befehl Nr. 49990 die massenhafte Verhaftung ethnischer Letten in der gesamten Sowjetunion. Die Gerichtsverfahren wurden durch Formulare mit vorgedruckten Anschuldigungen und Geständnissen rationalisiert, die Opfer dann zu Strafarbeit oder Erschießung verurteilt. Auf Grundlage von unter Folterungen erzwungener Geständnisse konstruierte der NKWD die Existenz eines lettischen Spionagezirkels, dem angeblich ausnahmslos alle lettischen Funktionäre vom Politbüro bis zu den Schuldirektoren angehörten. Auch die letzten lettischen Tschekisten wurden nunmehr von ihren Kollegen exekutiert. Durch die große Anzahl der Verhafteten konnten die Gerichte trotz der sogenannten Albumverfahren Verurteilungen nicht schnell genug verhängen. Deshalb wurde der Endtermin der Aktion bis August 1938 verlängert. Im Oktober 1938 wurden dann spezielle Troikas eingerichtet um den Rückstau an nicht bearbeiteten Fällen abzuarbeiten. Als der Nachfolger Jeschows, Lawrenti Beria, am 26. November 1938 den NKWD-Befehl Nr. 00762 herausgab, endete mit der Einstellung des Großen Terrors auch die Lettische Operation.
Die Liquidierung der lettischen Parteifunktionäre sollte den Sowjetbehörden bei der Okkupation Lettlands 1940 Schwierigkeiten beim Aufbau eines Partei- und Verwaltungsapparates bereiten, da man die muttersprachlichen Kader nahezu ausnahmslos beseitigt hatte.

## Opfer der Operation
Namentlich sind 22.369 Verurteilungen von Letten bekannt, von denen 16.573 bzw. 74 % erschossen wurden. Verschiedene Schätzungen gehen von 73.000 lettischen Todesopfern aus. Genaue Opferzahlen liegen auch deshalb nicht vor, weil sehr viele andere Personen unter dem Vorwand, „Lette“ zu sein, ermordet wurden. Nicht in den Statistiken enthalten sind Frauen, die wegen einer Ehe mit Volksfeinden in den Gulag verschickt wurden und deren Kinder, die in Waisenhäuser kamen.
Die Operation führte zur Aufgabe der eigenen Kultur unter den Verbliebenen, so dass die Nachkommen der lettischen Kolonisten heute kaum noch Lettisch sprechen. Eine Rehabilitation der Opfer erfolgte unter Chruschtschow. Angaben über den konkreten Todesort und Datum konnten Angehörige erst nach dem Ende der kommunistischen Herrschaft nach 1990 erhalten. Die in vielen Fällen oft namentlich bekannten Täter und Ausführenden der Aktion wurden niemals zur Rechenschaft gezogen.
Größere Gruppen von Opfern wurden auf den Übungsplätzen Butowo und Kommunarka bei Moskau, Lewaschowo bei Leningrad oder Kurapaty bei Minsk erschossen. Die Folterungen und Morde wurden aber auf dem gesamten Staatsgebiet durchgeführt.
Prominente Opfer aus dem Bereich Kultur sind unter anderen Marija Leiko (1887–1938) und Gustavs Klucis (1895–1938). Von den Mitarbeitern lettischer Herkunft in der Partei, in der Tscheka und in den Streitkräften wurden unter anderen ermordet:
- Jēkabs Alksnis (1897–1938), sowjetischer Offizier
- Jānis Bērziņš (Jan Antonowitsch Bersin) (1881–1938), sowjetischer Politiker und Diplomat
- Jānis Bērziņš (Jan Karlowitsch Bersin) (1889–1938), sowjetischer Geheimdienstchef
- Kārlis Daniševskis (1884–1938), russisch-sowjetischer lettischer Funktionär
- Alexander Eiduk (1886–1938), lettischer, bolschewistischer Revolutionär
- Roberts Eihe (1890–1940), Revolutionär und sowjetischer Staats- und Parteifunktionär
- Teodors Eihmans (1897–1938), sowjetischer Geheimdienstmitarbeiter
- Jēkabs Peterss (1886–1938), bolschewistischer Revolutionär und Politiker
- Jānis Krūmiņš (1894–1938), lettischer Kommunist, Revolutionär und Minister
- Mārtiņš Lācis (1888–1938), kommunistischer Revolutionär, sowjetischer Politiker
- Woldemar Rose (1897–1939), lettischer Revolutionär und sowjetischer Offizier
- Jānis Rudzutaks (1887–1938), sowjetischer Politiker
- Jukums Vācietis (1873–1938), lettischstämmiger Offizier

## Dokumentarfilm
- Dzintra Geka: Stacija Latvieši 1937. Studija SB 2011.